# Vensac
Vensac är en kommun i departementet Gironde i regionen Nouvelle-Aquitaine i sydvästra Frankrike. Kommunen ligger i kantonen Saint-Vivien-de-Médoc som tillhör arrondissementet Lesparre-Médoc. År 2022 hade Vensac 1 146 invånare.

## Befolkningsutveckling
Antalet invånare i kommunen Vensac
Referens:INSEE